# Campaña de Mesopotamia
La campaña de Mesopotamia fue el conjunto de operaciones militares de la Primera Guerra Mundial realizadas en los territorios de Mesopotamia del Imperio otomano. Fue una campaña básicamente británica, centrada a proteger sus intereses en las refinerías de petróleo y de los aliados británicos Persia y Kuwait; de paso, se podría abrir un nuevo frente al oriente del Imperio otomano con la posibilidad de conquistar Bagdad y provocar revueltas entre los súbditos árabes del imperio. La campaña terminó con la conquista británica de Bagdad en marzo de 1917, después de intentos anteriores poco planificados. En general, sin embargo, la campaña no dio los resultados esperados por el mando británico más allá de la protección de intereses geopolíticos.

## Situación inicial
En 1914 el Imperio otomano no parecía mostrar un interés especial por sus regiones mesopotámicas. Tras entrar en guerra, el Gobierno de Enver Bajá les dio prioridad a los frentes del Cáucaso y del Sinaí. Además, Mesopotamia estaba bastante aislada de las zonas más occidentales del imperio: aunque la línea del ferrocarril Constantinopla-Bagdad había empezado a tenderse en 1888, sufragada con capital alemán, en 1915 aún quedaban cuatro tramos por construir y el viaje desde la capital hasta Bagdad duraba unos veinte días.
Por su parte, el Gobierno británico, el único de los Aliados con presencia en la zona, al principio no tuvo gran interés en abrir un nuevo frente y sus intenciones se limitaron a proteger la refinería de Abadan, una de las primeras del mundo, y los intereses de sus aliados, Persia y Kuwait. Para ello, el gobierno británico envió desde el Raj una guarnición (la Fuerza D) a proteger Abadán en septiembre de 1914, poco antes de la declaración de guerra otomana. Los objetivos de esta eran la defensa de Abadan y la conquista de Basora. Al principio, la misión de las fuerzas británicas era principalmente defensiva: asegurar el control del sur de Mesopotamia y Persia frente a posibles ataques otomanos.

## Primera campaña británica

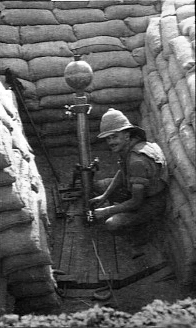
Soldado británico en una trinchera.

El 6 de noviembre de 1914, fuerzas británicas desembarcan en Al-Faw y dos días después capturan la fortaleza turca que defendía esa posición. Dos semanas después de los inicios, remontando el río Shatt al-Arab, ocuparon Basora, con lo que ganaron el control de la parte baja de Mesopotamia. Las fuerzas turcas, bajo el mando de Jalil Bajá, estaban a unos quinientos kilómetros al norte, cerca de Bagdad, y no hicieron grandes esfuerzos para intentar expulsar a las tropas británicas. Ante la facilidad de las primeras conquistas, los británicos comenzaron a sopesar la posibilidad de continuar la marcha hacia el norte e incluso tomar Bagdad. A finales de año y pese a la imposibilidad de que la India enviase refuerzos a la expedición, las dos divisiones británicas tomaron Qurna, a unos setenta y cinco kilómetros al norte de Basora.
La situación quedó estancada hasta abril de 1915, cuando fue nombrado un nuevo jefe para las operaciones en Mesopotamia el general John Nixon (29 de marzo). Nixon nombró jefe de la 6.ª División, que debía llevar el peso de la marcha hacia Bagdad a Charles Townshend. Ambos oficiales tenían excelente reputación y tendencia a la ofensiva, lo que convenía a los Gobiernos de Londres y la India. El deseo de tomar Bagdad se debía a motivos políticos (hacer olvidar la catastrófica campaña de Galípoli y los últimos y costosísimos descalabros en el frente occidental) mediante una victoria en Mesopotamia.
Townshend avanzó con su ejército remontando el Tigris y derrotando diversas fuerzas otomanas, más numerosas que las suyas. En una audaz operación, se abrió paso por las líneas enemigas, desembarcó con apenas treinta soldados en Amara y logró que capitulase. A estas le siguieron otras victorias similares que demostraron la habilidad táctica de Townshend y desataron la euforia en la metrópoli, convencida de la inminente conquista de Bagdad. Tanto los Gobiernos indios y británico como la prensa celebraron las victorias y soslayaron los riesgos de la rápida marcha de las fuerzas de Townshend. Mientras, la llegada del verano agudizó los apuros de la tropa: el terrible calor, las grandes inundaciones que dificultaban el avance, la presencia continua de los mosquitos, la falta de sombra y agua y la disentería y las fiebres los aquejaban. Las temperaturas alcanzaban los cincuenta grados centígrados, el terreno carecía de árboles que diesen sombra y las tiendas no protegían a los soldados del calor; estos tenían que cavar cuevas junto al río para soportar el calor. Según Nixon y Townshend, la conquista de Bagdad requeriría duplicar las fuerzas en Mesopotamia —disponer de unos treinta o cuarenta mil soldados—, algo que el Gobierno de la India afirmó no poder conceder por haber enviado casi todas sus fuerzas al frente occidental europeo y que, en todo caso, el exiguo sistema de abastos no podía soportar. Sin embargo, a lo largo de septiembre y octubre tanto Nixon y Townshend como los Gobiernos de Londres y la India se fueron convenciendo de la posibilidad de conquistar Bagdad sin tantos refuerzos y sin mejorar sustancialmente el sistema de abastecimiento de las divisiones destacadas en Mesopotamia. Los motivos de Nixon y Townshend eran principalmente la ambición personal y el desprecio del enemigo, al que creían mucho más débil en la zona de la Mesopotamia central de lo que era.
En la segunda fase de la campaña, a finales de 1915, la marcha de Townshend se frenó notablemente, y los otomanos comenzaron a infligirle copiosas pérdidas. Aunque pudo tomar Kut, le costó mil cien heridos, de los que parte ser perdieron por el pésimo tratamiento médico que recibieron, uno de los escándalos de la campaña que luego se investigaron. La tropa, cada vez más agotada por el calor, la duración de la campaña y la falta de permisos, se mostraba menos decidida que en los combates anteriores. Preocupado por la posible captura de Bagdad, Enver Bajá envió al general alemán Colmar von der Goltz a dirigir las operaciones de defensa de la ciudad. A pesar de los éxitos iniciales, la expedición británica estaba mal preparada para emprender una campaña larga en un territorio con muy pocas vías de comunicación rápida. Solo el Tigris permitía abastecer las fuerzas británicas, pero estas contaban con pocas barcazas y solo recibieron unas ciento cincuenta toneladas diarias de las doscientas necesarias.
Los dos ejércitos se encontraron cerca de Ctesifonte, cuarenta kilómetros al sur de Bagdad, el 22 de noviembre de 1915. La batalla de Ctesifonte terminó sin un claro vencedor, pues ambos ejércitos terminaron retirándose sin que hubiese un ganador claro. Los británicos, no obstante, habían subestimado a las fuerzas otomanas —creían que había unos nueve mil quinientos enemigos en vez de los veinticinco mil que les hicieron frente— y tuvieron copiosas bajas (cuatro mil trescientas). Townshend consideró que mantener la posición era inviable y se retiró nuevamente hasta Kut, en un recodo del río Tigris, donde estableció una posición fortificada y esperó la llegada de las tropas otomanas. La operación militar, en realidad un gesto de prestigio, había fracasado. Según el propio Townshend, había logrado infligir ocho mil bajas al enemigo y había verificado la retirada con brillantez. El cerco, sin embargo, supuso otro desastre para los británicos, cuya opinión pública esperaba una gran victoria en vez de una nueva derrota.

### Sitio de Kut
La decisión de defender de Kut en lugar de retirarse hasta Basora constituyó un error de Townshend. Kut estaba aislado y no podían llegar suministros con facilidad. Los refuerzos esperados por el mando mesopotámico británico no llegaron a la zona de Basora hasta febrero y marzo de 1916 y no pudieron participar con eficacia en el socorro de Kut por los consabidos problemas de comunicaciones que el norte, que hasta entonces se habían desdeñado. Von der Goltz era un militar experimentado y estableció un sitio meticuloso cerca de Kut, con posiciones que envolvían el perímetro terrestre, y unas cuantas posiciones río abajo, para intentar evitar cualquier tipo de refuerzo o intento de fuga. El mando militar británico decidió atrincherarse en esta población no por motivos militares, sino de prestigio político e imperial, pues los otomanos hubiesen tenido complicado avanzar hacia el golfo pérsico incluso si las fuerzas de Townshend hubiesen optado por retirarse.
El sitio comenzó el 7 de diciembre de 1915 y duró ciento cuarenta y siete días, hasta el 29 de abril de 1916. Los británicos buscaron en vano romperlo. Después del primer intento, el general Nixon fue sustituido por el general Percy Lake. En la operación, los británicos registraron veintitrés mil bajas y nueve mil soldados —seis mil indios y tres mil británicos— fueron hechos prisioneros por los otomanos cuando Townshend se rindió. Estos británicos fueron obligados posteriormente a realizar trabajos forzados en condiciones muy duras. Solo un tercio de los prisioneros sobrevivió al cautiverio.
El general Von der Goltz murió poco antes de la rendición de Kut, el 19 de abril, de cólera.
Los británicos consideraron la rendición de Kut como una derrota humillante que, además, se producía poco después de la retirada de la batalla de Galípoli. Una de las consecuencias fue que casi todos los jefes implicados en la campaña de Mesopotamia fueron sustituidos.

## Segunda campaña británica
Pese al fracaso de Kut, el mando británico decidió reintentar una incursión en Mesopotamia con el objetivo final de Bagdad. El general Stanley Maude, nuevo comandante de las fuerzas en la zona (29 de agosto de 1916), meticuloso y cauto, recibió refuerzos y abundante equipo adicional y durante los seis meses posteriores a la rendición de Kut preparó una expedición mucho mejor, militar y logísticamente, que la primera. El transporte mejoró espectacularmente: en 1915 las divisiones británicas en Mesopotamia contaban con seis vapores y ocho remolcadores para garantizar su abastecimiento fluvial; con Maude pasaron a tener cuatrocientos cuarenta y seis, casi ochocientas barcazas de transporte y más de cuatrocientas motoras. El número de tropas se triplicó: Townshend había contado con unos veintiocho o treinta mil soldados, mientras que Maude mandaba ciento cuarenta y siete mil.
El 13 de diciembre de 1916, Maude decidió emprender la ofensiva. El ejército británico remontó el Tigris por la fuerza dos veces y consiguió expulsar a las tropas otomanas de diversas fortificaciones. Maude organizó el avance de forma metódica y tuvo muy presentes los problemas logísticos que habían dificultado la expedición de Townshend. En febrero de 1917, los británicos recuperaron Kut y causaron bajas importantes al ejército otomano.

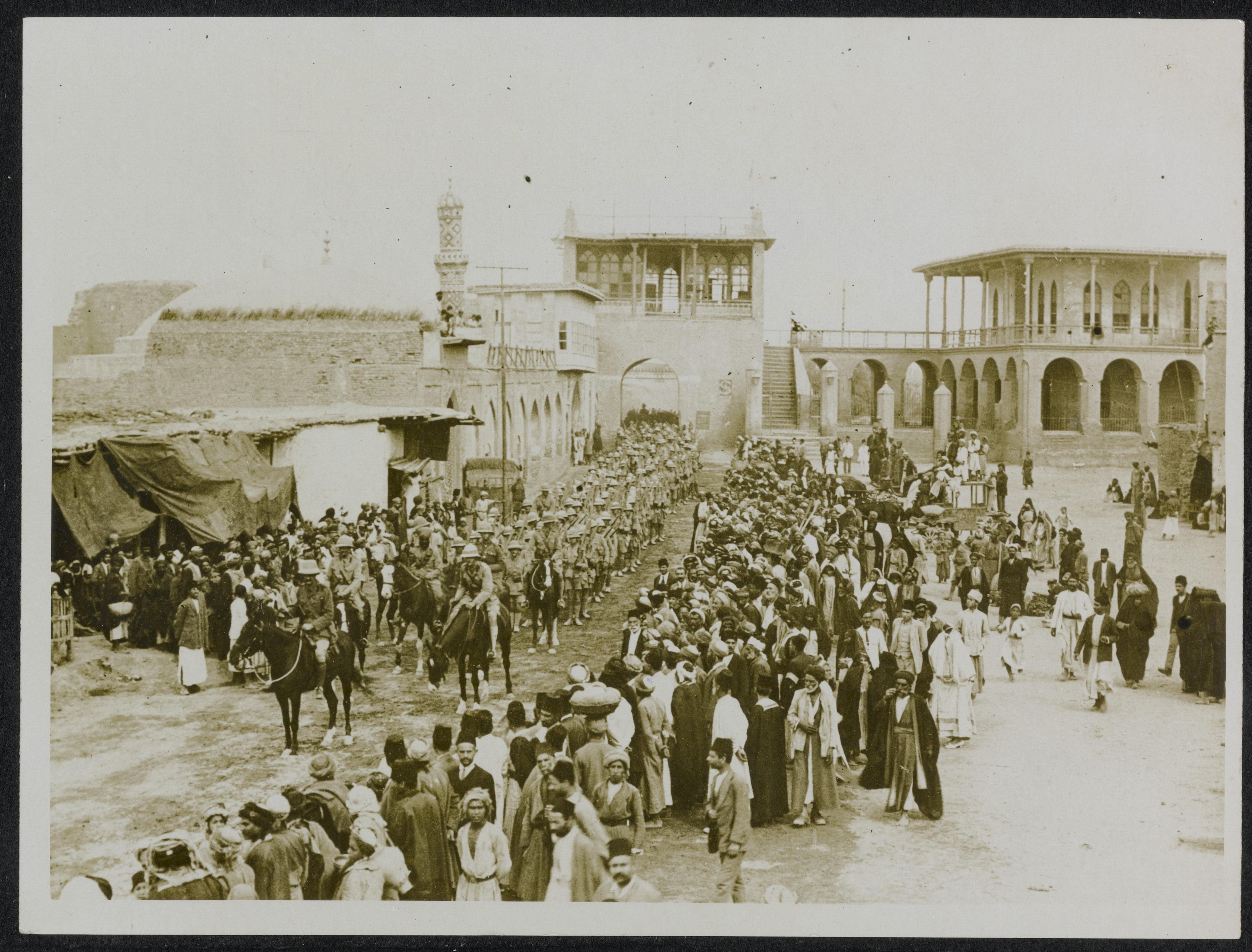
Tropas británicas entran en Bagdad, 1917.

A principios de marzo los británicos habían llegado a las afueras de Bagdad y Jalil Bajá, jefe del Sexto Ejército otomano, intentó evitar, con la guarnición de la ciudad, que las fuerzas de Maude ocuparan la ciudad. Sin embargo, Maude consiguió sorprender a los otomanos, derrotó a un regimiento enemigo y capturó diversas posiciones defensivas cerca de la ciudad. Jalil Pachá y los restos de tropas otomanas se retiraron precipitadamente de la ciudad. El 11 de marzo de 1917, los británicos entraron a Bagdad, en la que hicieron nueve mil prisioneros.

## El final de la guerra
Después de la captura de Bagdad, los británicos realizaron pequeñas acciones hacia el norte y el oriente ocupando el 23 de abril Samarra y el 29 de septiembre Ramadi, pero el general Maude murió de cólera en noviembre de 1917 y su sucesor, el general William Marshall, decidió suspender las operaciones durante el invierno. A finales de febrero de 1918, las reanudó y las tropas británicas capturaron Kifri (gobernación de Diala), Hit y Náyaf el 4 de mayo. Durante el verano las tropas de Marshall apoyaron las operaciones del general Dunsterville en Persia, pero en general no realizaron grandes operaciones. En octubre retomaron las acciones ofensivas y derrotaron un ejército turco en la batalla de Xarqat (cerca de Aššur). El general Marshall aceptó la rendición de Jalil Pachá y del Sexto Ejército turco el 30 de octubre de 1918, después del armisticio de Mudros. Finalmente las tropas británicas ocuparon Mosul el 10 de noviembre.